# Elefant mit Salzfass

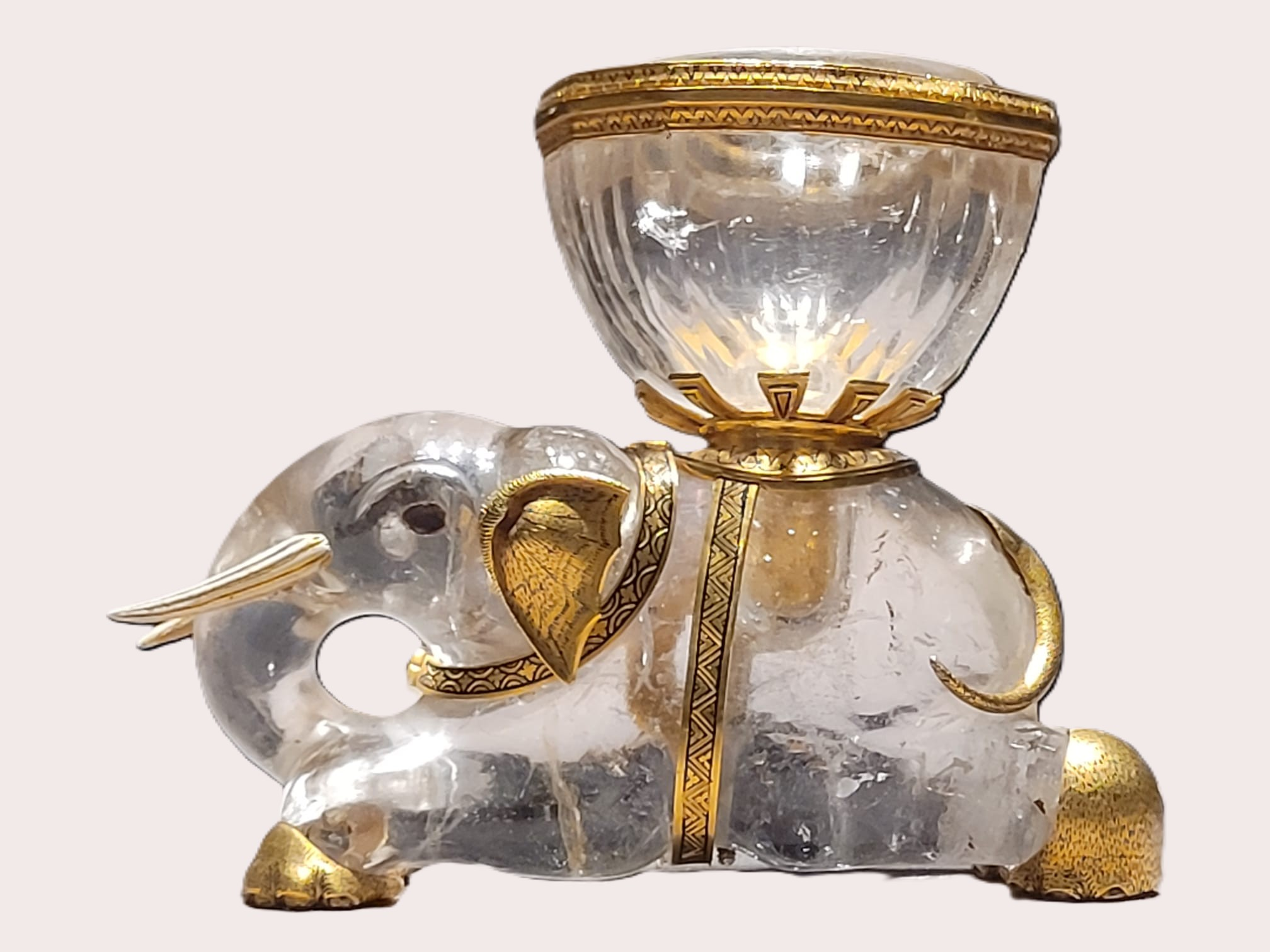
Elefant mit Salzfass, Fassung 1550, Bergkristall, H. 7,3 cm × L. 9,4 cm × B. 4,9 cm, Kunstkammer des Kunsthistorischen Museums Wien, Inv. Nr. 2320. Ein Hochzeitsgeschenk Katharinas von Kastilien an ihre Nichte, 1553.

Der Elefant mit Salzfass ist ein zierliches Tafelgerät aus Bergkristall. Im Auftrag von Katharina von Kastilien, Königin von Portugal, wurde es 1550 von Goldschmied Francisco Lopez aus zwei Schatzobjekten unterschiedlichen Ursprungs zusammengesetzt und zählt zu den ältesten Beständen der Sammlungen des habsburgischen Kaiserhauses. Heute wird es in der Kunstkammer des Kunsthistorischen Museums Wien verwahrt. Die Tierskulptur besticht durch die hohe Wertigkeit des Materials, wie die Kunstfertigkeit verschiedener Bearbeitungen, die in Asien und Europa über einen längeren Zeitraum zwischen dem 14. und 16. Jh. vorgenommen wurden. Der Elefant mit Salzfass ist ein einzigartiges Zeugnis für den frühneuzeitlichen Kulturtransfer über Kontinente hinweg, in dem sich kulturelle Fremd- und Eigenbilder spiegeln.

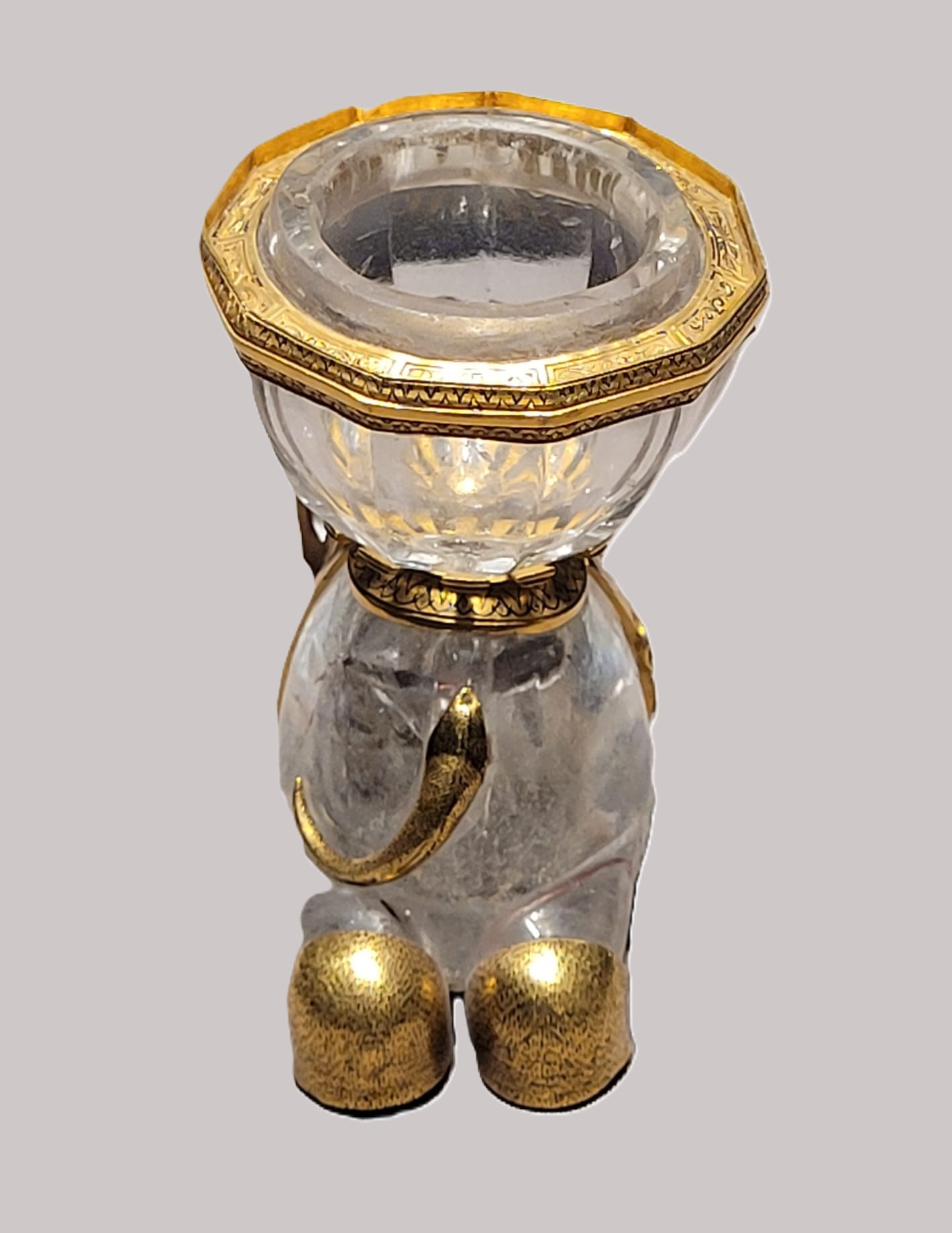
Elefant mit Salzfass, Rückenansicht

## Geschichte

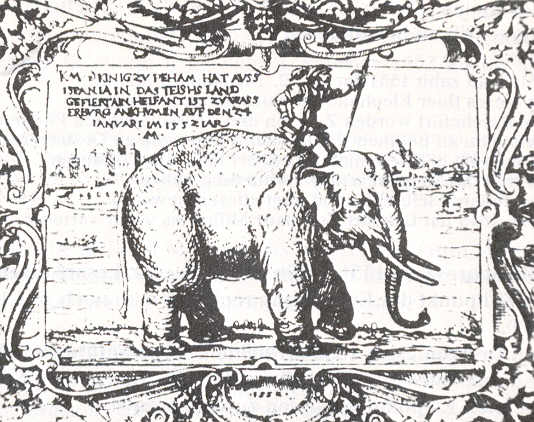
Der Elefant Soliman, ein Hochzeitsgeschenk Katharinas von Kastilien an ihren Neffen Maximilan II., 1552

Katharina von Kastilien (1507–1578), eine Schwester Karls V. und Gemahlin Königs João III. von Portugal (1502–1557) war zu ihrer Zeit als Sammlerin mit besonderen Vorlieben für Schatzobjekte aus außereuropäischen Kulturkreisen bekannt. Entfacht wurde ihr Interesse durch die aufblühende Kolonialpolitik. Unter der Herrschaft João III. erreichte das portugiesische Reich die größte Ausdehnung. Als der König plötzlich verschied, übernahm Katharina 1557 die Regentschaft. Ihr wird ein nicht geringer Einfluss auf die portugiesischen Besitzungen jenseits des Meeres nachgesagt. Auch führten verschiedene Entdeckungsreisen nach Übersee. In der Folge entwickelte sich die Residenzstadt Lissabon zu einem führenden Umschlagplatz von Waren aus aller Welt. Katharina, die eine Vielzahl exotischer Artefakte in die Kunstkammern ihrer habsburgischen Verwandten vermittelte, suchte 1550 hier die Werkstatt des Goldschmiedes Francisco Lopez auf und erwarb die Skulptur eines Elefanten aus Bergkristall. Vermutlich bereits im 15. Jh. entstanden, gehört diese zu den typischen Waren, die aus Südostasien bezogen wurden. Kristallgegenstände mit Edelsteinbesatz wurden insbesondere in dem an Bodenschätzen reichen Sri Lanka, dem damaligen Ceylon, gehandelt. Aufgrund einer Ausbuchtung im Inneren des Elefantenkörpers könnte die kristallene Skulptur nach anderer Forschungsmeinung ursprünglich auch als Parfümflakon gedient haben, wie sie in islamischen Kulturkreisen üblich waren und aus dem Sultanat Dekkan nach Lissabon gebracht worden sein.

Ein Patentbrief vom 30. September 1550, der sich im Nationalarchiv Lissabon erhalten hat, unterrichtet nicht nur über Katharinas Kauf des exotischen Stückes, sondern auch die weitere Bearbeitung durch Francisco Lopez: der sonst nicht näher bekannte Goldschmied setzte der importierten Elefantenskulptur ein älteres Salzfass auf den Rücken und fertigte zu dessen Aufbewahrung auch ein kleines Kästchen mit silbernen Verschlüssen an. Im Gegensatz zu der Tierskulptur entstammte das Salzfass dem europäischen Kulturkreis und wird, früher als der Elefant, ins 14. Jh. datiert. Es ist ebenfalls aus Bergkristall gearbeitet und mit hoher technischer Bravour facettiert geschliffen. Nicht mehr erhalten hat sich der Deckel, der laut Patentbrief in Form einer grün und rosa emaillierten Rosenblüte gestaltet war. Überliefert ist, dass Katharina das komposite Kunstkammerstück 1553 ihrer Schwiegertochter und Nichte Johanna von Spanien zur Hochzeit schenkte. Im Einzelnen lassen sich der Transport nach Wien, Aufbewahrungsorte und Gebrauch bisher nicht nachvollziehen. Das bemerkenswerte Objekt blieb jedoch in habsburgischem Besitz und wird im Inventar der Wiener Schatzkammer von 1750 gelistet. 

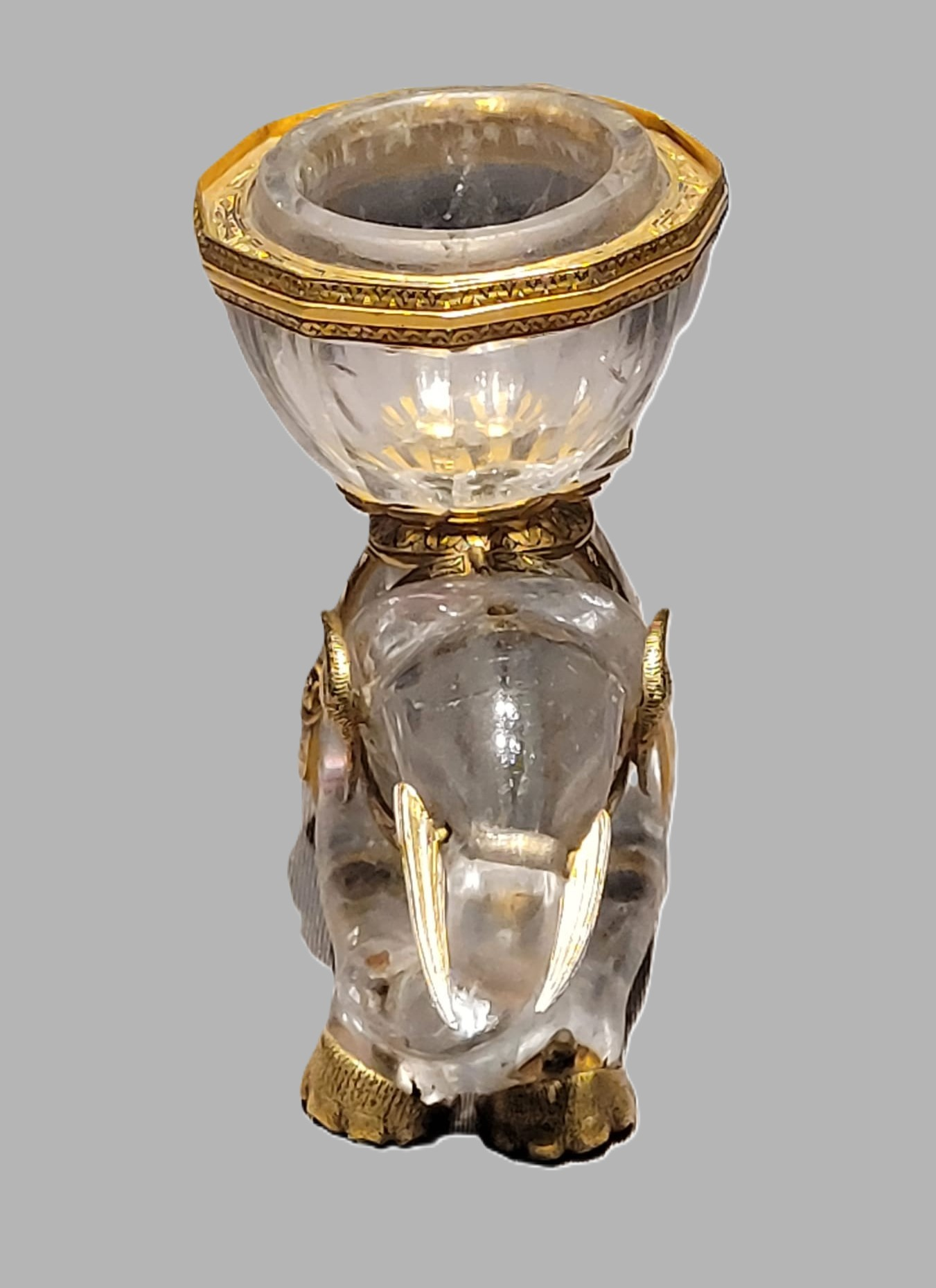
Elefant mit Salzfass, Vorderansicht

## Beschreibung
Der kleine Elefant, dessen indische Herkunft an seiner Ohrenform zu erkennen ist, steht nicht aufrecht, sondern streckt alle vier Beine von sich und neigt den Kopf leicht nach links. Diese Haltung kennzeichnet ihn als kultiviertes, dienendes Lastentier, fern wilder Lebenswelten. Ob auf seinem Rücken anstelle des Salzfasses zuvor ein vornehmer Reiter Platz genommen haben könnte, ist ungeklärt. Die Augenhöhlen sind mit Hyazinthen (Zirkonkristallen) besetzt. Der rechte Edelstein scheint verloren. Die montierten Stoßzähne sind aus Gold. Der Länge nach wurden sie streifenförmig mit weißem Email überzogen. Golden gefasst sind auch Füße, Ohren und ein lebendig schwingender Schwanz. Weiter schmückt das Tier eine emaillierte goldene Halskette und ein goldener Sattel, der durch ein Gurtband gehalten wird. Auf dem Sattel scheint schließlich das mit einer goldenen Lippe verzierte polygonale Salzfass aufzusitzen. 

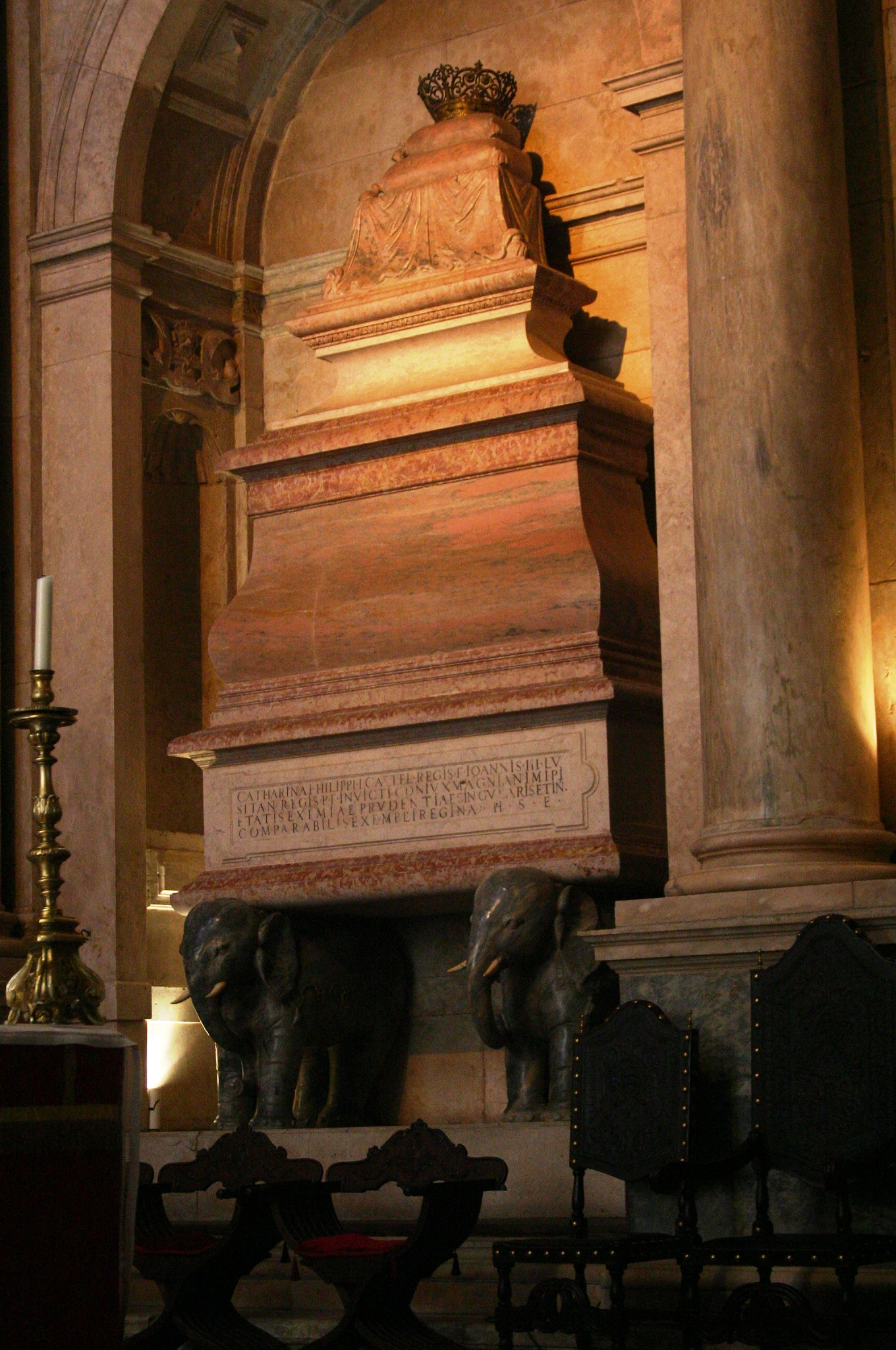
Katharina von Kastilien legte die Königsgrablege (1571) in Santa Maria de Belém, Lissabon an. Die Sarkophage, einschließlich ihres eigenen, werden von Marmorelefanten getragen.

## Elefantendiplomatie im Zeichen habsburgischer Heiratspolitik
Katharina von Kastilien, die auch schriftstellerisch tätig war, wird als hoch gebildet, temperamentvoll und durchsetzungsstark geschildert. Darüber hinaus verfügte sie über ein starkes Gespür für politische Angelegenheiten. Nachdem mit dem Wormser Vertrag (1521), eine Teilung des Hauses Habsburg in eine spanische und eine österreichische Linie verbrieft worden war, galt es nun, die familiären Bindungen nachhaltig zu sichern. In diesem Horizont sind die beiden Elefantenpräsente zu sehen, die unter entscheidender Mitwirkung Katharinas an junge Mitglieder des Hauses Habsburg – anlässlich von Hochzeiten – aus Lissabon verschenkt wurden: Nicht nur wurde Johanna von Spanien um 1553 mit dem Elefanten aus Bergkristall beglückt. Soliman, ein lebender Elefant, der bis dahin in einem Gehege in Belém gehalten worden war, ging 1552 an den Erzherzog Maximilian von Österreich nach Wien. Reise und Ankunft des Tieres sorgten für breitenwirksames Aufsehen. Katharina von Kastilien scheint in wilden und exotischen Tieren aus der „neuen Welt“ einen Teil ihrer dynastischen Selbstidentifikation geschöpft zu haben. Elefanten aus Indien spielten dabei eine wichtige Rolle, galten sie dort als Symbol herrscherlicher Macht und Würde. Als Katharina ab 1571 den Gebäudekomplex des Hieronymiten-Kloster in Belém mit dem Anbau einer monumentalen dynastischen Begräbnisstätte erweiterte, entschied sie sich, das Motiv von Elefanten an prominenter Stelle aufzunehmen. Die Sarkophage von Angehörigen der Königsfamilie werden von schwarzen Elefanten aus Marmor getragen.